# Cathaya
La Cathaya è un albero sempreverde che può crescere fino a 40 metri. Le foglie della Cathaya sono di colore verde scuro. I germogli di questo albero possono essere sia corti che lunghi e sono di colore giallo-verdi.
L'unica specie attualmente vivente è la Cathaya agyrophilla Vive in Cina nelle province di Guangxi, Guizhou e Hunan. Si trova su pendii montuosi ripidi e stretti a 950–1800 m di altitudine, su suoli calcarei.

## Descrizione
Le foglie sono aghiformi, lunghe 2,5–5 cm, hanno margini ciliati (pelosi) e crescono attorno agli steli secondo uno schema a spirale. I coni sono lunghi 3–5 cm, con circa 15–20 squame, ciascuna con due semi alati